# Nei til EU

Logo von Nei til EU

Nei til EU ist eine norwegische überparteiliche Organisation, die 1988 mit dem Ziel gegründet wurde, den Beitritt Norwegens zur Europäischen Union zu verhindern. Die ersten Studien- und Arbeitsgruppen entstanden in Stavanger und Levanger (Verdal).

## Entwicklung
Anfangs handelte es sich um eine Dachorganisation für lokale Vereine und Bürgergruppen, Einzelmitgliedschaften waren nicht vorgesehen. Erst 1990 wurde Nei til EF (EF:europeiske fellesskap, europäische Gemeinschaft) als landesweite Mitgliederorganisation mit demokratischer Struktur und jährlicher Mitgliederversammlung gegründet. "Nei til EU" war die wichtigste Kraft auf Kritikerseite im Rahmen der Volksabstimmung in Norwegen 1994 über den Beitritt zur EU. Ihre größte Anziehungskraft hatte die Vereinigung mit etwa 140.000 Mitgliedern erreicht.
Nach der gewonnenen Volksabstimmung bestand Uneinigkeit über die zukünftige Rolle. Die Organisation wurde schließlich aufrechterhalten, um politisch gegen Norwegens Mitgliedschaft im Europäischen Wirtschaftsraum (EWR) zu streiten und um bei einer erneuten Volksabstimmung über einen EU-Beitritt vorbereitet zu sein.
Nei til EU hat heute etwa 22.000 Mitglieder, 19 Regionalbüros und über 150 aktive Lokalgruppen.

## Vorsitzende
- 1990–1995 Kristen Nygaard
- 1995–1997 Stein Ørnhøi
- 1997–1999 Lisbeth Holand
- 1999–2004 Sigbjørn Gjelsvik
- 2004–2014 Heming Olaussen
- 2014–2020 Kathrine Kleveland
- 2020–2022 Roy Pedersen[2]
- seit 2022 Einar Frogner[3]